# Бетім Фазлія
Бетім Фазлія (алб. Betim Fazliji, нар. 25 квітня 1999, Вранє, Сербія) — косовський футболіст, центральний захисник німецького клубу «Санкт-Паулі» та національної збірної Косова.

## Ігрова кар'єра

### Клубна
Бетім Фазлія народився у сербському місті Вранє. Пізніше разом зродиною перебрався до Швейцарії, де вже й почав займатися футболом. У 2019 році футболіст підписав перший професійний контракт з швейцарським клубом «Санкт-Галлен». Контракт був розрахований на два роки. 27 липня Фазлія дебютував в основі команди у матчі чемпіонату Швейцарії.
Влітку 2022 року футболіст перейшов до стану клубу німецької Другої Бундесліги «Санкт-Паулі». У червні захисник зіграв першу гру у складі нової команди.

### Збірна
На міжнародній арені Бетім Фазлія почав свої виступи у 2019 році у складі юнацької збірної Швейцарії.
У вересні Бетім Фазлія у в інтерв'ю косовській газеті Koha Ditore підтвердив, що закінчує оформлення документів для виступів за національну збірну Косова. 11 листопада 2020 року у товариському матчі проти команди Албанії Фазлія дебютував у національній команді Косова.

### Приватне життя
Бетім Фазлія став четвертим футболістом збірної Косова з Прешевської долини після Фідана Аліті, Атде Нухіу та Гельбріма Таїті.